# Marcel Tesnière
Pour les articles homonymes, voir Tesnière.
François, Pierre dit Marcel Tesnière est un homme politique français né le 20 juillet 1827 à Saint-Amand (Charente) et mort le 12 juin 1863 à Angoulême,.
Avocat puis magistrat, il est procureur impérial à Angoulême. Conseiller général, il est député de la Charente de 1854 à 1863, siégeant dans la majorité soutenant le Second Empire.

## Sources
- « Marcel Tesnière », dans Adolphe Robert et Gaston Cougny, Dictionnaire des parlementaires français, Edgar Bourloton, 1889-1891 [détail de l’édition]